# Ord och inga visor
Ord och inga visor är en EP med Lok, som släpptes tidigt under 1997 i 500 exemplar. Den är inspelad i maj till juni 1996 i Studio Fredman, Göteborg. Ord och inga visor släpptes i en remasterutgåva i januari 2021.

## Låtlista
1. Experiment - 3:26
2. Som en hund - 4:30
3. Rosa - 3:33
4. Natten till imorgon (den här är till dig) - 5:23
5. Plyschbeklädd - 1:56
6. Rosendröm - 2:08